# Choga-jip

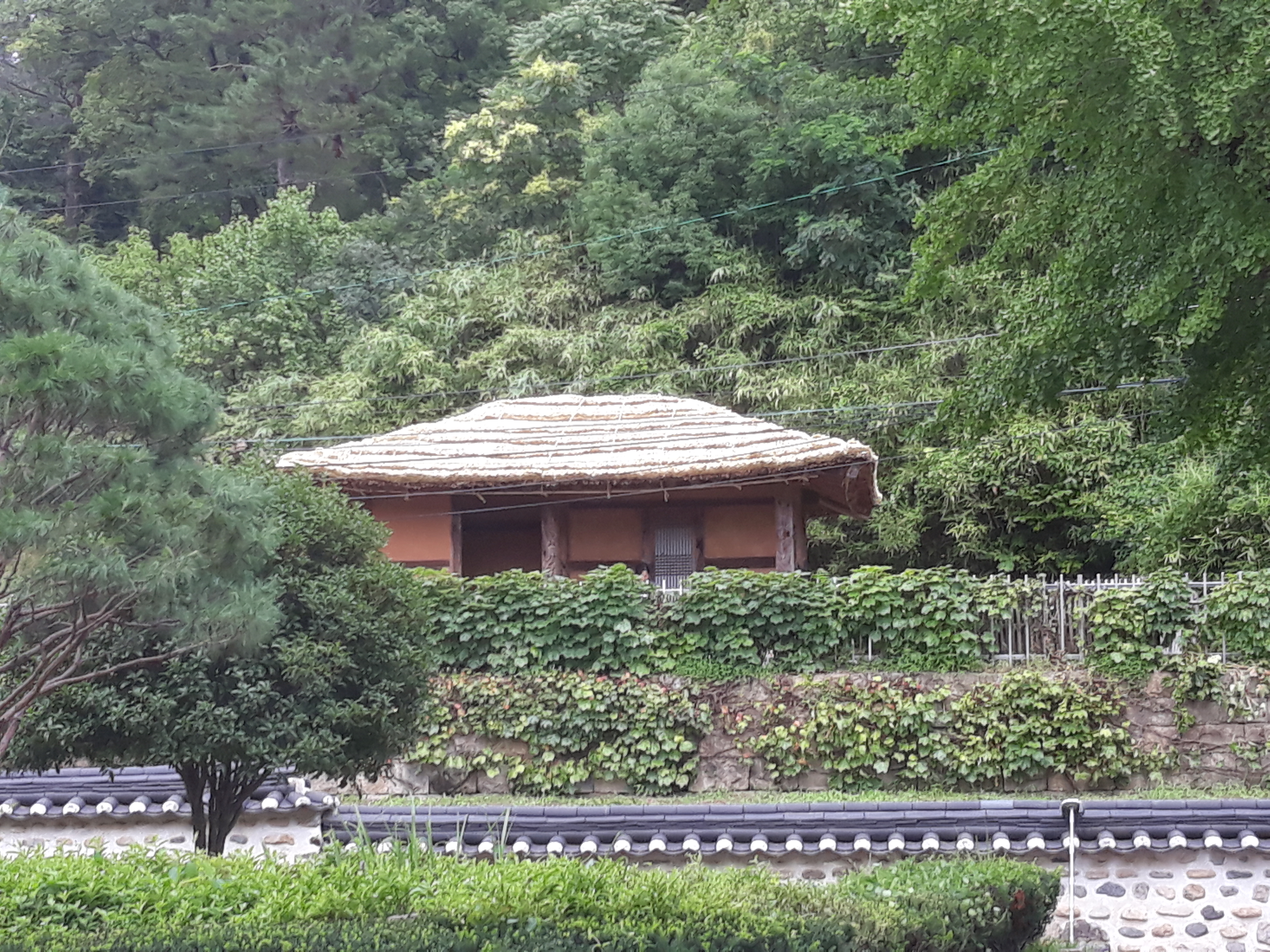
Choga-jip

Choga-jip es uno de los dos tipos de casas tradicionales en Corea del Sur: Hanok y Choga. Los principales materiales que se utilizan para construir este tipo de casas son: paja, madera y tierra. La fachada de las casas choga tiene forma ovalada en la parte del techo y evoca para los coreanos recuerdos de las majestuosas montañas que se encuentran cerca de sus ciudades natales. El origen de chogajip se remonta a la era Neolítica.

## Tipos de Casas Choga
- Hot-jip: Casas en línea recta o casas con una fila sola de habitaciones, se pueden encontrar en todas las provincias excepto en las provincias del sur y del norte: Hamgyeong y Jeju. Muchos labradores de inquilino o labradores con la tierra pequeña vivida en paja de arroz-thatched, casas en línea recta.
- Gyeop-jip: Casas cuyo plan básico son dos habitaciones contiguas de cualquier lado, en estas casas el piso principalmente es de madera. Se pueden encontrar este tipo de casas en la provincia Jeju y algunas partes de la costa del sur.
- Yangtong-jip: Las casas tienen tres columnas y dos filas de habitaciones con puertas al frente y habitaciones traseras. Las casas de este tipo se encuentran comúnmente en el sur y en el norte de Hamgyeong, a lo largo de la costa de Mar del este y en la región Andong y al norte de la provincia Gyeongsang.
- Gobeunja-jip : Casas que tienen diseños en forma de L. Las casas de este tipo se pueden encontrar en el norte de región central de Sobaek y en las regiones Yeongnam, Honam y Kwanseo.